# Camarón de la Isla
José Monge Cruz (n. 5 decembrie 1950, San Fernando, Spania - d. 2 iulie 1992, Badalona, Spania), cunoscut în mediul artistic drept Camarón de la Isla sau Camarón (crevete), a fost un cântăreț de flamenco andaluz. Deși genul de muzică abordat de el este tradițional, acesta este considerat un muzician inovator.

## Biografia

### Primii ani
José Monge Cruz s-a născut în localitatea San Fernando, în Provincia Cádiz, fiind penultimul dintr-o familie de țigani spanioli. Părinții săi se numeau Juana Cruz Castro și Juan Luis Monge Núñez. A renunțat la studii la o vârstă fragedă pentru a-și ajuta tatăl la fierăria în care lucra.  La doisprezece a câștigat premiul I la Festivalul Flamenco de Montilla (Córdoba).
A lansat primul album în 1969 („Al Verte las Flores Lloran”) împreună cu Paco de Lucía. În 1989 a înregistrat „Soy gitano” în Sevilla și Londra. La acest album a colaborat cu Ana Belén și Royal Philarmonic Orchestra.
Ultimul său concert a fost la Madrid pe 25 ianuarie 1992. În data de 2 iulie 1992, Camarón moare la Badalona la vârsta de 41 de ani, în urma unui cancer la plămâni. Se estimează că au participat mai mult de 100.000 de persoane la înmormântarea sa.
Regizorul Jaime Chávarri a realizat filmul biografic Camarón în anul 2005, cu protagoniștii Óscar Jaenada și Verónica Sánchez.

## Premii
- Premiul întâi la Festival del Cante Jondo de Mairena del Alcor
- Premiu la Concurso de Cante Jondo Antonio Mairena, 1973.
- Premiul Național pentru voce al catedrei de Flamencologi și Studii Folclorice Andaluze de la Jerez, 1975
- Trofeul Lucas López al Peña Flamenca El Taranto de Almería, 1984.
- Premiul IV Llave de Oro del Cante Flamenco, 2000 (postum).

## Discografia
- Al verte las flores lloran (1969)
- Cada vez que nos miramos (1970)
- Son tus ojos dos estrellas (1971)
- Canastera (álbum)|Canastera (1972)
- Caminito de Totana (1973)
- Soy caminante (1974)
- Arte y majestad (1975)
- Rosa María (1976)
- Castillo de arena (1977)
- La leyenda del tiempo (1979) (Legenda timpului)
- Como el agua (1981)
- Calle Real (1983)
- Viviré (1984)
- Te lo dice Camarón (1986)
- Flamenco vivo (1987)
- Soy Gitano disco|Soy gitano (1989)
- Potro de rabia y miel (1992)

### Discografie postumă
- Disco De Oro (1988)
- Autorretrato (Camarón de la Isla)|Autorretrato (1990)
- Una Leyenda Flamenca (1992)
- Camarón Nuestro (1994)
- Antología (1996)
  - 1. Fundamentos
  - 2. Grandeza
  - 3. Apoteosis
- París 1987 (1999)
- Rarezas (1999)
- Legends Of Flamenco (1951-1992) (1999)
- Antología Inédita (2000)
- Alma Y Corazón Flamencos (2004)
- Venta De Vargas (2005)
- Camarón La Película (Banda Sonora Original) (2005)
- Reencuentro (2008)
- La Chispa De Camarón (2009)
- Camarón guitar tab con voz (2009)